# Billy Eichner
Billy Eichner (sinh ngày 18/9/1978) là nam diễn viên, nghệ sĩ hài người Mỹ. Anh từng tham gia trong mùa 7 và mùa 8 của sê-ri Truyện kinh dị Mỹ.

## Tiểu sử
Eichner là người Do Thái, và cũng là đồng tính công khai. Anh tốt nghiệp trường trung học Stuyvesant năm 1996  hai năm trước các diễn viên đồng nghiệp Telly Leung và Malcolm Barrett và từ Đại học Northwestern vào năm 2000. Diễn viên Robin Lord Taylor là bạn học đại học của anh.